# François Morellon de La Cave
François Morellon de La Cave, né en avril 1696 à La Haye et mort en juillet 1768 à Amsterdam, est un peintre et graveur d'origine française actif en Hollande au XVIIIe siècle.

## Biographie
Morellon de La Cave avait des origines françaises huguenotes, et serait élève de Bernard Picart, qui se fixa lui-même à Amsterdam en 1710. Il exécuta des gravures destinées à illustrer des ouvrages, notamment une édition hollandaise de La Henriade et des Tragédies de Voltaire et une édition parisienne de l'Histoire des Yncas, rois du Pérou (1731) de Garcilaso de La Vega. 
On lui doit aussi des gravures d'après des œuvres de William Hogarth et Antoine Coypel ainsi que des portraits, par exemple celui de Vivaldi et de Willem de Fesch.